# Lageveensemolen
De Lageveensemolen is een poldermolen uit 1890 in de Nederlandse gemeente Lisse. De molen is gebouwd ten behoeve van de bemaling van de Lageveense polder. De voorganger van deze molen is tweemaal verplaatst: eenmaal in 1657 bij de aanleg van de Leidsevaart (de trekvaart tussen Haarlem en Leiden) en eenmaal in 1842 bij de aanleg van de spoorlijn Haarlem-Den Haag. De huidige molen dateert uit 1890 en verving zijn voorganger die in dat jaar afbrandde. De Lageveensemolen is eigendom van de Rijnlandse Molenstichting. De molen is op afspraak te bezichtigen.
De molen heeft de status rijksmonument.